# Kurtköy, Zonguldak
Kurtköy là một xã thuộc huyện Zonguldak, tỉnh Zonguldak, Thổ Nhĩ Kỳ. Dân số thời điểm năm 2011 là 210 người.